# Salón de Racionistas
El Salón de Racionistas es un edificio de estilo ecléctico diseñado en 1886 por el arquitecto español Joaquín María Arnau Miramón (1849 - 1906), en la ciudad de Valencia.

## Historia
El arquitecto Joaquín María Arnau Miramón recibe, en diciembre de 1886, el encargo del conde de Trigona —en representación de la Gran Asociación Domiciliaria de Nuestra Señora de los Desamparados— del proyecto de un gran salón para el reparto de raciones de comida a las familias pobres de los obreros sin trabajo del sector sedero y de una escuela de párvulos adjunta, en la calle Blanquerías de Valencia. Este salón, conocido hoy como el Salón de Racionistas, constituye una de sus obras más importantes y conocidas, debido al original empleo de una bóveda metálica para cubrir la nave de la gran sala.

## Características
Destaca la fachada de ladrillo visto rematada con una arcada de medio punto. El salón, de planta rectangular, tiene una cubierta de tejas apoyadas en cerchas metálicas y contrafuertes de obra. Es uno de los primeros ejemplos del uso del hierro laminado en la construcción valenciana y su arquitectura, ecléctica e historicista, responde a criterios próximos al racionalismo constructivo del siglo XIX.
En la actualidad este salón lo utiliza como pabellón deportivo el colegio Gran Asociación.

## Galería fotográfica

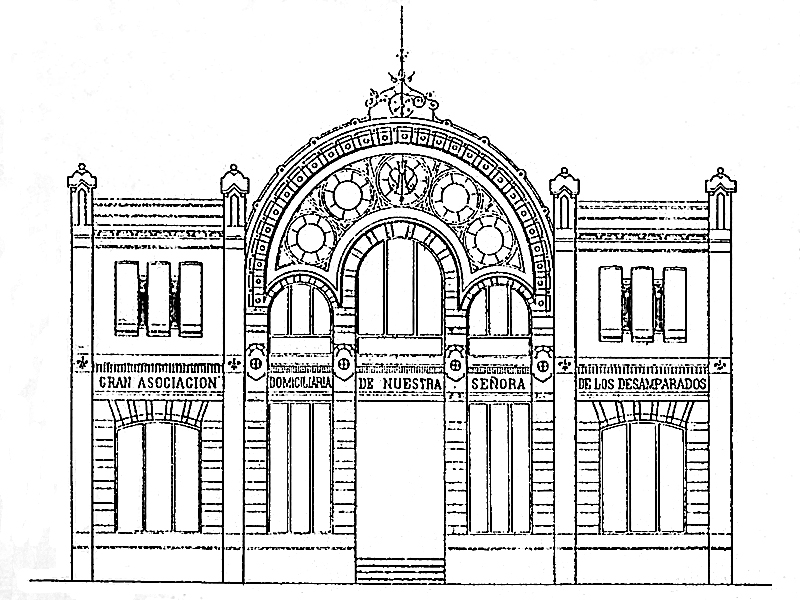
Plano de la fachada a la calle Blanquerias.
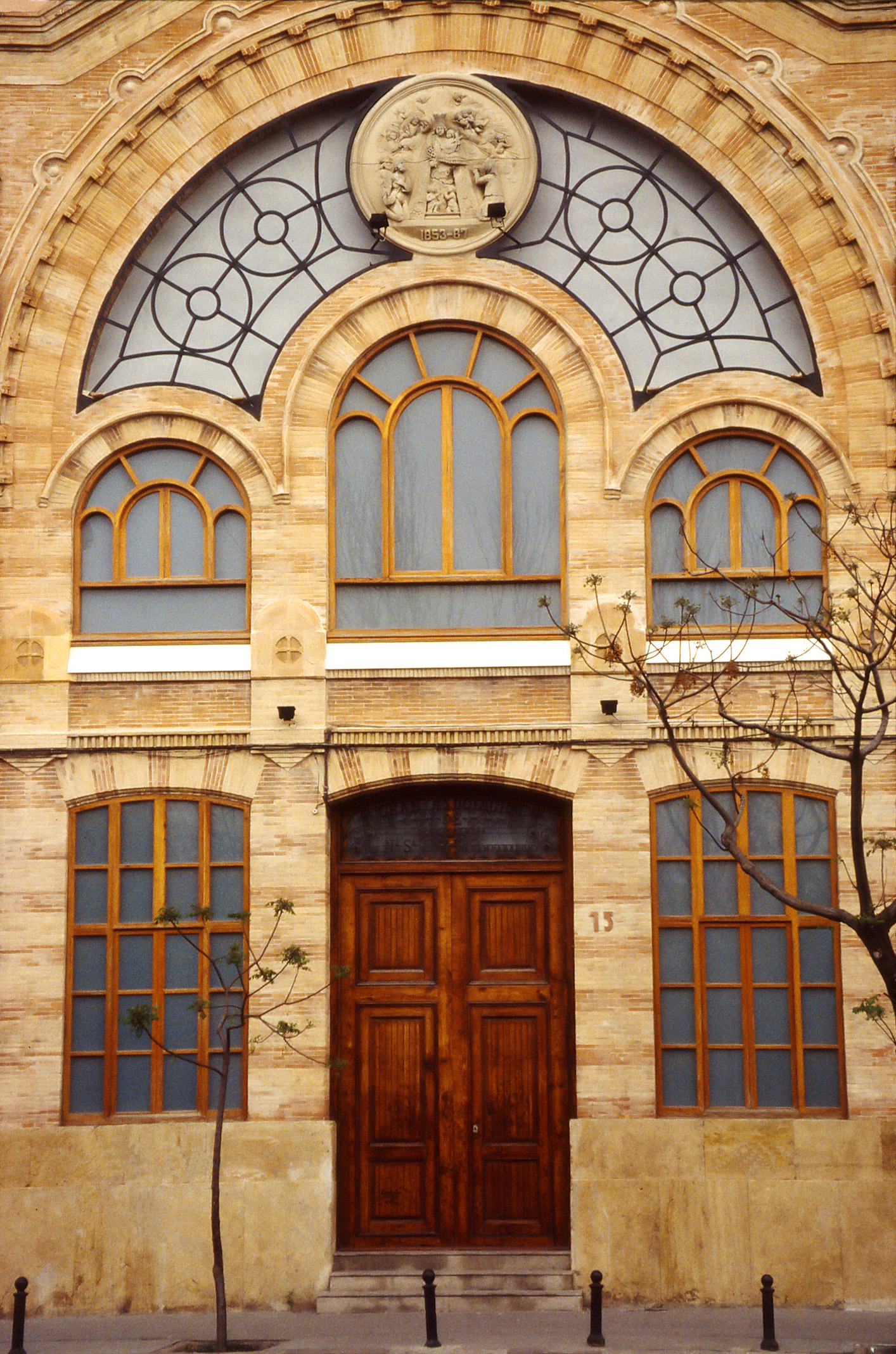
Detalle fachada.
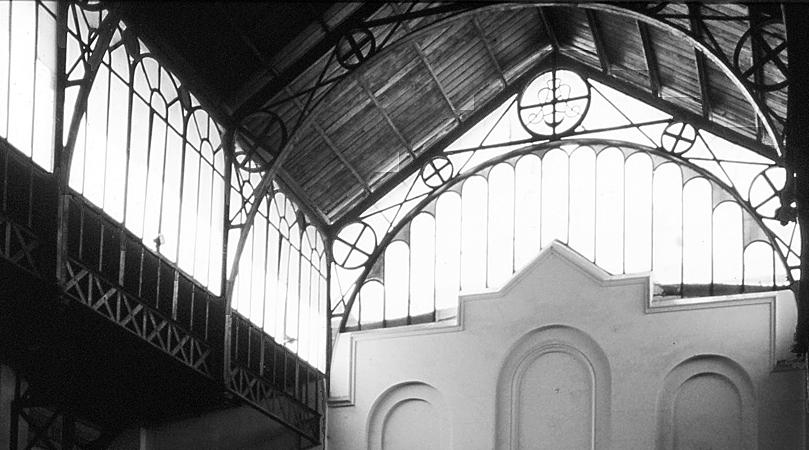
Interior.
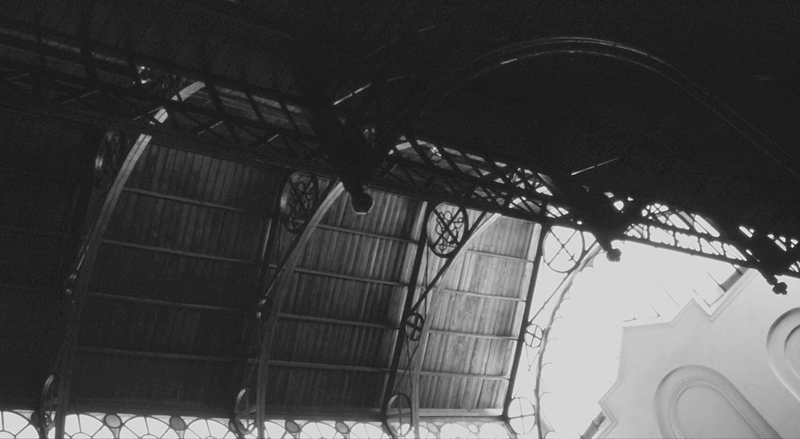
Detalle cubierta.